# OBS De Daverhof
Openbare basisschool De Daverhof is de voormalige openbare basisschool in de Nederlandse plaats Kerk-Avezaath. In 2017 is de school na een fusie hernoemd en heet sindsdien De Blinker. De school telt anno 2017 ongeveer 150 leerlingen.

## Geschiedenis
Basisonderwijs werd in Kerk-Avezaath al sinds 1742 gegeven. Eerst gebeurde dit in de Sint-Lambertuskerk in het dorp, vanaf 1841 in een nieuw gebouwd schoolgebouw met naastgelegen onderwijzerswoning tegenover de kerk. Door de gestage groei van het aantal leerlingen en nieuwe eisen in het basisonderwijs voldeed dit schoolgebouw niet meer. Er werd in 1950 een nieuw schoolgebouw gebouwd in de straat Korte Daver. De school werd De Daverhof genoemd en op 23 februari 1951 officieel geopend door burgemeester Van Beekhoff. Het gebouw kenmerkt zich door de geheel in wit geschilderde buitenmuren en een rieten dak.
Het originele gebouw van 1951 was een zogeheten twee-klassige school. Twee docenten gaven ieder in één lokaal les aan een grote groep leerlingen. In 1956 is er na een verdere groei van het aantal leerlingen een derde lokaal aangebouwd. In 1971 volgde de aanbouw van een kleuterschool met twee lokalen.
Na een verdere uitbreiding in 1994 bestaat het hoofdgebouw sindsdien uit vijf klaslokalen. Naast deze lokalen zijn er enkele andere lokalen beschikbaar als speelruimte, noodlokaal, personeelskamer en directieruimte.

## Fusie en naamswijziging
Vanaf het schooljaar 2017-2018 is De Daverhof gefuseerd met openbare basisschool De Kastanjepoort uit Erichem, een dorp 2 km ten westen van Kerk-Avezaath. Hierbij is de oude naam De Daverhof verdwenen en is gekozen voor de nieuwe naam De Blinker.
Het bestaande schoolgebouw in Kerk-Avezaath is uitgebreid met twee extra lokalen op het schoolplein om de extra leerlingen uit Erichem te huisvesten. Ook het hoofdgebouw is voor de leerlinggroei verbouwd.